# Dominikanertriel
Der Dominikanertriel (Hesperoburhinus bistriatus, Synonym: Burhinus bistriatus) ist eine Watvogelart aus der Familie der Triele. Er kommt in vier Unterarten in Mittelamerika, in der Karibik und in Südamerika vor. 

## Merkmale
Der Dominikanertriel ist ein mittelgroßer Vogel mit langen Beinen und einem langen Hals. Er erreicht eine Körperlänge von 43 bis 48 cm. Die Oberseite ist fein graubraun gestrichelt. Hals und Brust sind heller braun. Der Bauch ist weiß. Am Kopf verläuft ein starker weißer Überaugenstreif, der von einem schwarzen Scheitelstreifen begrenzt ist. Die juvenilen Vögel ähneln den Altvögeln. Bei ihnen ist die Oberseite etwas brauner und der Hals ist weißlich.

## Verbreitung
Die Nominatform Hesperoburhinus b. bistriatus kommt von Südmexiko südlich bis ins nordwestliche Costa Rica vor. Hesperoburhinus b. dominicensis lebt auf Hispaniola. Das Verbreitungsgebiet von Hesperoburhinus b. pediacus ist auf das nördliche Kolumbien beschränkt. Hesperoburhinus b. vocifer ist in Venezuela, Guyana und im äußerten Norden Brasiliens verbreitet. Der Dominikanertriel wurde als Irrgast auf Trinidad, Curaçao und in den Vereinigten Staaten festgestellt.

## Lebensraum
Der Dominikanertriel bewohnt offenes Grasland und Buschsavannen, häufig in halbtrockenen oder trockenen Regionen. Auch auf Farmland mit trockenen Feldpfaden wurde die Art beobachtet. Der Dominikanertriel bevorzugt flache Landschaften mit oder ohne vereinzelte Bäume oder Büsche, jedoch immer mit einem offenen Charakter.

## Lebensweise
Der Dominikanertriel ist ein Standvogel. Vereinzelte Irrgäste wurden jedoch schon in Curaçao (Juli 1934) und Texas (Dezember 1961) beobachtet. Er ist nicht gesellig, manchmal bildet er jedoch kleine vereinzelte Trupps. Der Dominikanertriel ist dämmerungs- und nachtaktiv. Den Tag über ruht er unauffällig. Das Nest ist eine einfache Mulde im Boden, manchmal wird auch ein Hufabdruck genutzt. Das Gelege besteht aus zwei braunen Eiern. Der Dominikanertriel fliegt nur selten. Bei Gefahr nimmt er meist eine Hockstellung ein und vertraut auf seine Tarnung.

## Status
Über den Populationsstatus des Dominikanertriels liegen keine Daten vor. BirdLife International stuft ihn in die Kategorie „nicht gefährdet“ (least concern) ein. In Südmexiko, Guatemala und Costa Rica ist er lokal ziemlich häufig bis häufig. Dort ist er ein typischer Vogel der Westpazifikküste. Auf Hispaniola, wo er früher weit verbreitet war, ist er selten geworden. Der Rückgang ist vor allem auf übermäßige Bejagung und Lebensraumverluste zurückzuführen. In Kolumbien ist er an der Karibikküste und in den Ostanden relativ häufig. Im Westen des Landes ist er weniger häufig und sein Vorkommen örtlich begrenzt. Häufig werden Dominikanertriele Opfer von nächtlichen Verkehrsunfällen. Manche Farmer halten sich halbdomestizierte Triele zur Insektenbekämpfung.

## Fossilfunde
1958 fanden die Paläontologen Joshua Clifton Dickinson und Walter Auffenberg in den pleistozänen Ablagerungen der Banana Hole auf der Bahamas-Insel New Providence die fossilen Überreste einer Trielart, die Pierce Brodkorb 1959 als Burhinus nanus beschrieb. Bei einer Neubetrachtung des Knochenmaterials im Jahr 1982 fanden die Paläontologen Storrs L. Olson und William B. Hilgartner heraus, dass es sich um eine Unterart des Dominikanertriels handelt und vergaben die neue Kombination Burhinus bistriatus nanus.